# Парголовский район
Парголовский район — административно-территориальная единица в составе Ленинградской области, существовавшая с 1927 по 1930 и с 1936 по 1954 годы.
Административный центр — рабочий посёлок Парголово.
Площадь территории — 2172 км² (по данным 1939 года). Население — 50 736 человек (1949 год; 38 771 чел. в 1926 году, 77 646 чел. в 1939 году, 23 793 чел. в 1945 году; в границах соответствующих лет).

## Образование района
Парголовский район образован 1 августа 1927 года одновременно с образованием Ленинградской области. В состав района была преобразована укрупнённая Парголовская волость. Площадь территории района на момент образования составила 935 км².
Первоначально Парголовский район был включён в состав Ленинградского округа. После ликвидации округов (постановление ЦИК и СНК СССР от 23 июля 1930 года) район был подчинён непосредственно областным органам.
Постановлением Президиума ВЦИК от 10 октября 1930 года Парголовский район был упразднён. В состав образованного одновременно Ленинградского Пригородного района были переданы Александровский, Владимиро-Горский, Графско-Дибунский, Коломяжский, Красноостровский (финский), Лахтинский, Левашовский, Мертутский, Муринский, Ново-Алокульский, Парголовский, Перво-Парголовский, Ручьёвский, Юкковский (финский) сельсоветы, в состав Куйвозовского района — Агалатовский, Калголовский, Капитоловский, Лупполовский, Мистоловский, Скотнинский и Вартемягский сельсоветы.
Повторно Парголовский район был образован постановлением Президиума Леноблисполкома от 19 августа 1936 года и постановлением Президиума ВЦИК от 1 октября 1936 года, одновременно с упразднением Ленинградского Пригородного района. В состав района были включены следующие сельсоветы:
- из Ленинградского Пригородного района — Лахтинский, Парголовский, Левашовский и Муринский сельсоветы;
- из Токсовского района — Александровский и Красноостровский сельсоветы[5].

## Административное деление
После восстановления района в 1936 году в его состав первоначально были включены 6 сельсоветов. Согласно утверждённой Постановлением Президиума ВЦИК от 10 февраля 1938 года новой сети административно-территориального деления, Парголовский район состоял из 5 сельсоветов, так как из Красноостровского сельсовета, расположенного в зоне интенсивного военного строительства, к тому времени было отселено всё гражданское население.
Указом Президиума Верховного Совета РСФСР от 9 ноября 1938 года населённые пункты Парголово, Парголово II, Парголово III, Новопарголовская колония, Михайловка, Ивановка, Кабаловка, Старожиловка и Заманиловка объединены в один населённый пункт, который отнесён к категории рабочих посёлков, с присвоением ему наименования — рабочий посёлок Парголово.
Указом Президиума Верховного Совета РСФСР от 27 ноября 1938 года селения Лахта и Ольгино объединены в один населённый пункт, который отнесён к категории рабочих посёлков, с присвоением ему наименования — рабочий посёлок Лахтинский; населённые пункты Песочная и Дибуны объединены в один населённый пункт, который отнесён к категории рабочих посёлков, с присвоением ему наименования — рабочий посёлок Песочный.
Указом Президиума Верховного Совета РСФСР от 22 февраля 1939 года упразднён Токсовский район, его территория была передана в состав Парголовского района. После этого сеть сельсоветов Парголовского района выглядела следующим образом:
| Сельсовет               | Административный центр | Население (1939) |
| ----------------------- | ---------------------- | ---------------- |
| Александровский         | с. Александровка       | 1383             |
| Вартемякский            | д. Верхние Станки      | 1419             |
| Вуолоярвский (финский)  | д. Волоярви            | 551              |
| Гарболовский (финский)  | д. Гарболово           | 1220             |
| Кавголовский (финский)  | д. Кавголово           | 1289             |
| Капитоловский (финский) | д. Капитолово          | 1 890            |
| Койвукюльский (финский) | д. Хиттолово           | 1589             |
| Куйвозовский (финский)  | д. Куйвози             | 1514             |
| Лахтинский              | р.п. Лахтинский        | 7255             |
| Левашовский             | пос. Левашово          | 5709             |
| Лесколовский (финский)  | д. Лесколово           | 2236             |
| Лехтусский (финский)    | д. Лехтуси             | 1522             |
| Лупполовский (финский)  | д. Лупполово           | 1179             |
| Мистоловский (финский)  | д. Мистолово           | 1576             |
| Муринский               | с. Мурино              | 5975             |
| Парголовский            | р.п. Парголово         | 1335             |
| Скотнинский (финский)   | д. Новое Скотное       | 446              |
| Токсовский              | пос. Токсово           | 3610             |

Постановлением Президиума Леноблисполкома от 14 апреля 1939 года в рамках ликвидации национальных административных единиц упразднены следующие сельсоветы:
- Лупполовский (присоединён к Левашовскому);
- Мистоловский (присоединён к Муринскому);
- Скотнинский (присоединён к Вартемягскому);
- Кавголовский (присоединён к Вартемягскому);
- Капитоловский (присоединён к Токсовскому, нас. пункт Пуна-Ингари — к Муринскому).

Кроме того, Лесколовский, Куйвозовский, Гарболовский, Лехтусский, Вуолоярвский и Койвукюльский финские сельсоветы были преобразованы в обычные сельсоветы.
Указом Президиума Верховного Совета РСФСР от 26 апреля 1941 года Лахтинский сельсовет переименован в Лисьеносовский сельсовет, а Парголовский сельсовет упразднён.
В период Великой Отечественной войны финское и немецкое население Парголовского района в марте 1942 года было переселено в восточные районы СССР. В связи с этим прекратили свою деятельность Александровский, Вуолоярвский, Гарболовский, Койвукюльский, Куйвозовский, Лехтусский сельсоветы. Формально, однако, они были упразднены лишь в начале 50-х годов. Таким образом, после окончания войны в Парголовском районе фактически функционировали лишь шесть сельсоветов — Вартемягский, Левашовский, Лесколовский, Лисьеносовский, Муринский и Токсовский.
Указом Президиума Верховного Совета РСФСР от 28 апреля 1948 года посёлок Лисий Нос отнесён к категории рабочих посёлков.
Указом Президиума Верховного Совета РСФСР от 21 марта 1950 года рабочие посёлки Лахтинский (с населённым пунктом Конная Лахта) и Лисий Нос (с населёнными пунктами Горская, Дубки, Каупилово, Поляны, Раздельная) выделены из состава Парголовского района и переданы в подчинение Сестрорецкому райсовету.
Указом Президиума Верховного Совета РСФСР от 4 мая 1950 года посёлок Левашово отнесён к категории рабочих посёлков.

## Население
В районе проживали (1926) 38 771 человек, в том числе в сельской местности — 21 626 чел., из них:
- русские — 9079 чел.
- финны — 11 228 чел.
- эстонцы — 167 чел.
- ижора — 2 чел.[13]

## Упразднение района
Район был упразднён Указом Президиума Верховного Совета РСФСР от 3 апреля 1954 года. Рабочие посёлки Левашово и Парголово переданы в подчинение Сталинскому райсовету Ленинграда, рабочий посёлок Песочный — в подчинение Сестрорецкому райсовету Ленинграда. Сельсоветы Парголовского района были включены в состав Всеволожского района.